# Carl Kihlgren
Carl Timoteus Kihlgren, född 5 mars 1879 i Linköping, död 25 maj 1954 i Stockholm, var en svensk företagsledare.
Carl Kihlgren blev efter handelsstudier och praktik i Tyskland och Sverige chef för Kullberg & co. AB i Katrineholm 1915 och var 1918–1946 chef för AB Arvikaverken samt dess dotterbolag AB Joh. Thermænius & son i Hallsberg, vilka företags styrelser han fortsatte att tillhöra. Som ledare för Arvikaverken, Sveriges största tillverkare av lantbruksmaskiner, kom Kihlgren att spela en framträdande roll för denna inte minst för svensk export viktiga industri.